# Attilio Tesser
Attilio Tesser, italijanski nogometaš in nogometni trener, * 10. junij 1958, Montebelluna, Italija.
Attilio Tesser je bil igralec v več italijanskih prvoligaških klubih. Trenutno je zaposlen kot glavni trener Novare, v dosedanji trenerski karieri pa je vodil tudi moštva Udineseja (mladinska ekipa), Venezie (mladinska ekipa), Südtirol-Alto Adige, Triestine, Ascolija, Mantove in Padove. Leta 2005 je prevzel Cagliari, vendar je bil že po eni tekmi odpuščen.